# Australian Open 2022 (turniej legend mężczyzn)
Australian Open 2022 – turniej legend mężczyzn – zawody deblowe legend mężczyzn, rozgrywane w ramach pierwszego w sezonie wielkoszlemowego turnieju tenisowego, Australian Open, które odbyły się po rocznej przerwie – edycja w 2021 roku nie została rozegrana. Przez zaostrzone restrykcje związane z pandemią COVID-19 zostały rozegrane tylko dwa mecze w dniach 23 i 25 stycznia na twardych kortach Melbourne Park w Melbourne. Turniej miał charakter tylko pokazowy.
|  |                      |                                   |   |   |  |
|  | 1. mecz (23.01.2022) |                                   |   |   |  |
|  |                      |                                   |   |   |  |
|  |                      |                                   |   |   |  |
|  |                      |                                   |   |   |  |
|  |                      | Mark Philippoussis Patrick Rafter | 6 | 6 |  |
|  |                      | Mark Philippoussis Patrick Rafter | 6 | 6 |  |
|  |                      | Wayne Ferreira Sam Groth          | 3 | 4 |  |
|  |                      | Wayne Ferreira Sam Groth          | 3 | 4 |  |
|  |                      |                                   |   |   |  |

|  |                      |                                   |   |   |    |
|  | 2. mecz (25.01.2022) |                                   |   |   |    |
|  |                      |                                   |   |   |    |
|  |                      |                                   |   |   |    |
|  |                      |                                   |   |   |    |
|  |                      | Sam Groth Patrick Rafter          | 6 | 2 | 10 |
|  |                      | Sam Groth Patrick Rafter          | 6 | 2 | 10 |
|  |                      | Wayne Ferreira Mark Philippoussis | 4 | 6 | 7  |
|  |                      | Wayne Ferreira Mark Philippoussis | 4 | 6 | 7  |
|  |                      |                                   |   |   |    |